# ATP Buenos Aires aprile 1977 - Doppio
Il doppio del torneo di tennis ATP Buenos Aires aprile 1977, facente parte della categoria Grand Prix, ha avuto come vincitori Wojciech Fibak e Ion Țiriac che hanno battuto in finale Lito Álvarez e Guillermo Vilas con il punteggio di 7–5, 0–6, 7–6.

## Tabellone

### Legenda
| - Q = Qualificato - WC = Wild card - LL = Lucky loser | - ALT = Alternate - SE = Special Exempt - PR = Protected Ranking | - w/o = Walkover - r = Ritirato - d = Squalificato |

|  | Quarti di finale                | Quarti di finale                | Quarti di finale                | Quarti di finale | Quarti di finale |  |  | Semifinali                     | Semifinali                     | Semifinali                     | Semifinali                   | Semifinali |   |   | Finale                    | Finale                    | Finale | Finale | Finale |  |
|  |                                 |                                 |                                 |                  |                  |  |  |                                |                                |                                |                              |            |   |   |                           |                           |        |        |        |  |
|  | Wojciech Fibak Ion Țiriac       | Wojciech Fibak Ion Țiriac       | 5                               | 6                | 11               |  |  |                                |                                |                                |                              |            |   |   |                           |                           |        |        |        |  |
|  | R Carruthers Carlos Lando       | R Carruthers Carlos Lando       | 7                               | 3                | 9                |  |  | Wojciech Fibak Ion Țiriac      | Wojciech Fibak Ion Țiriac      | Wojciech Fibak Ion Țiriac      | 6                            | 6          |   |   |                           |                           |        |        |        |  |
|  | Roberto Aubone Carlos Gattiker  | Roberto Aubone Carlos Gattiker  | 0                               | 6                | 7                |  |  | Roberto Aubone Carlos Gattiker | Roberto Aubone Carlos Gattiker | Roberto Aubone Carlos Gattiker | 4                            | 4          |   |   |                           |                           |        |        |        |  |
|  | Cliff Richey Balázs Taróczy     | Cliff Richey Balázs Taróczy     | 6                               | 3                | 5                |  |  |                                |                                |                                |                              |            |   |   | Wojciech Fibak Ion Țiriac | Wojciech Fibak Ion Țiriac | 7      | 0      | 7      |  |
|  | Lito Álvarez Guillermo Vilas    | Lito Álvarez Guillermo Vilas    | Lito Álvarez Guillermo Vilas    | 6                | 6                |  |  |                                |                                | Lito Álvarez Guillermo Vilas   | Lito Álvarez Guillermo Vilas | 5          | 6 | 6 |                           |                           |        |        |        |  |
|  | Tierry Quintin Hector Romani    | Tierry Quintin Hector Romani    | Tierry Quintin Hector Romani    | 0                | 4                |  |  | Lito Álvarez Guillermo Vilas   | Lito Álvarez Guillermo Vilas   | Lito Álvarez Guillermo Vilas   | 6                            | 6          |   |   |                           |                           |        |        |        |  |
|  | Paolo Bertolucci Ricardo Cano   | Paolo Bertolucci Ricardo Cano   | Paolo Bertolucci Ricardo Cano   | 6                | 6                |  |  | Paolo Bertolucci Ricardo Cano  | Paolo Bertolucci Ricardo Cano  | Paolo Bertolucci Ricardo Cano  | 4                            | 1          |   |   |                           |                           |        |        |        |  |
|  | F Dalla-Fontana Lorenzo Soriano | F Dalla-Fontana Lorenzo Soriano | F Dalla-Fontana Lorenzo Soriano | 1                | 4                |  |  |                                |                                |                                |                              |            |   |   |                           |                           |        |        |        |  |